# Десятинна церква (срібна монета)
«Десяти́нна це́рква» — срібна ювілейна монета номіналом 20 гривень, випущена Національним банком України. Присвячена 1000-річчю з часу спорудження Десятинної церкви у Києві — першого кам'яного храму Київської Русі.
Монету було введено в обіг 26 листопада 1996 року. Вона належить до серії Духовні скарби України.

## Опис та характеристики монети
| Номінал грн. | Метал            | Маса, грам   | Діаметр, мм. | Якість виготовлення | Гурт     | Тираж, штук |
| ------------ | ---------------- | ------------ | ------------ | ------------------- | -------- | ----------- |
| 20           | срібло 925 проби | 31,1 / 33,62 | 38,6         | пруф                | рифлений | 5 000       |

### Аверс
На аверсі в центральному колі, обрамленому стилізованим рослинним орнаментом, розміщено зображення Богоматері Одигітрії з немовлям — фрагмент барельєфу над порталом церкви, що зберігся до нашого часу. Вище зображення Богоматері розміщені Державний герб України і по колу напис «УКРАЇНА», нижче — написи: «1996» — рік карбування монет та у два рядки «20 ГРИВЕНЬ» — позначення номінальної вартості монети. Слово «ГРИВЕНЬ» розміщено по колу. Ліворуч і праворуч від числа 20 розміщені позначення і проба дорогоцінного металу Ag 925 та його вага у чистоті 31,11. Вся композиція обрамлена по колу намистовим узором.

### Реверс

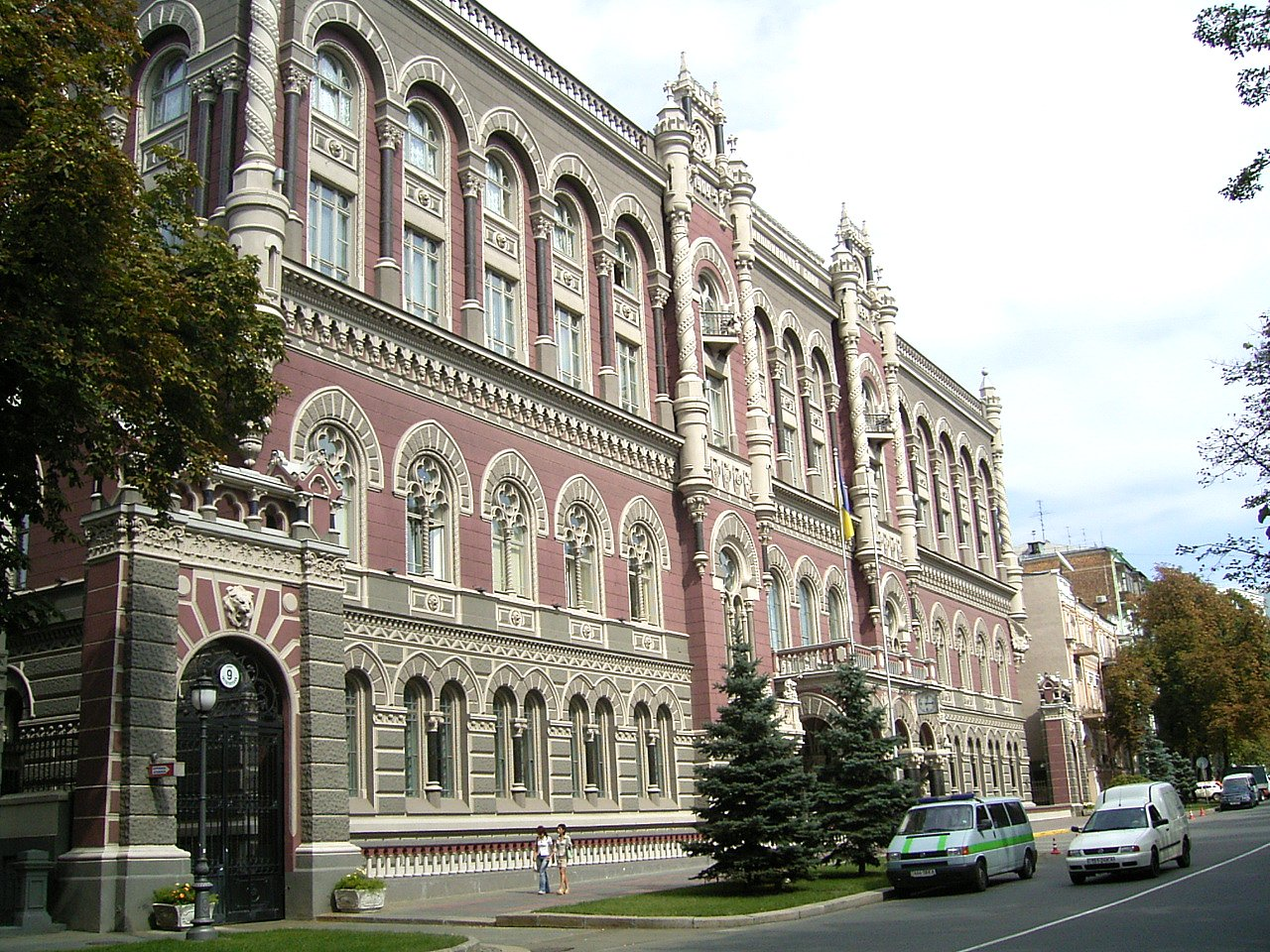
Будівля Національного банку України

На реверсі монет в центрі зображено контури Десятинної церкви за реконструкцією професора Ю. С. Асеєва. Для створення враження того, що споруди в дійсності не існує. Ці контури подані дзеркальними лініями на матовому тлі і начебто виростають на реально існуючому фундаменті знизу вгору з поступовим проявленням рельєфу. На верхній матовій частині монет по колу дзеркальними лініями розміщено написи «КИЇВ», «ДЕСЯТИННА ЦЕРКВА», «996» р., відокремлені один від одного стилізованими зображеннями птахів. Внизу на дзеркальному тлі зображено стрічку з написом на ній «ДУХОВНІ СКАРБИ УКРАЇНИ».

## Автори
- Художники: Олександр Івахненко, Сніжко Анатолій.
- Скульптори: Зобек Драгомир (аверс), Новотни Штефан (реверс).

## Вартість монети
Фактична приблизна вартість монети, з роками змінювалася так:
| Рік        | 2010  | 2011  | 2012  | 2013  | 2014  | 2015  | 2016  | 2017  | 2018  | 2019  | 2020  | 2021  | 2022  | 2023  | 2024  | 2025  |
| ---------- | ----- | ----- | ----- | ----- | ----- | ----- | ----- | ----- | ----- | ----- | ----- | ----- | ----- | ----- | ----- | ----- |
| Ціна, грн. | 3 500 | 3 500 | 3 500 | 3 000 | 2 200 | 2 700 | 3 200 | 3 900 | 3 150 | 2 900 | 3 100 | 2 700 | 3 000 | 3 500 | 5 500 | 6 200 |